# EBS-Stereosystem
Das EBS-Stereosystem beschreibt eine besondere Art der Äquivalenzstereofonie. Es ist nach dem bekannten deutschen Tonmeister Eberhard Sengpiel benannt, der diese Stereomikrofonierungsart zusammen mit einer Gruppe von Tonstudenten entwickelte. Da bei dieser besonderen Stereofonie der „unsichtbare“ Aufnahmebereich mit dem „sichtbaren“ Öffnungswinkel identisch ist, eignet sich das EBS-Stereosystem gerade für noch unerfahrene Tontechniker.

## Geschichte
Mit seinen Studenten vom Tonmeisterinstitut der Universität der Künste Berlin forschte Eberhard Sengpiel an einem Stereomikrofonierungssystem, das eine gleichmäßige Verteilung der Phantomschallquellen auf der Lautsprecherbasis bieten sollte. Dadurch entwickelte er das EBS-System, bei dem sich die Richtungsabbildung zu möglichst gleichen Teilen aus Laufzeit- und Pegeldifferenzen zusammensetzt.

## Aufstellung
Das EBS-System wurde für zwei Kleinmembranmikrofone mit Nierencharakteristik entwickelt. Diese werden mit einer Mikrofonbasis von 25 cm und einem nach außen gerichteten Versatzwinkel von ±45° beschrieben, was einem Öffnungswinkel von 90° entspricht (α = 90°). Der Aufnahmebereich beträgt ebenfalls ±45° = 90°.

## Besonderheiten
Aufnahmebereich = Öffnungswinkel
Bei der Platzierung eines Mikrofonsystems ist der wirksame Aufnahmebereich essentiell für die spätere Stereoabbildung wichtig. Dieser ergibt sich durch eine komplizierte Berechnung aus Mikrofonbasis (Abstand der Mikrofonkapseln), Richtcharakteristik der Mikrofone und Öffnungswinkel (auch Achsenwinkel). Wird das Mikrofonsystem nicht so platziert, dass der Aufnahmewinkel zum aufzunehmenden Schallereignis passt, kann es entweder zur Überbetonung der seitlichen Phantomschallquellen und somit zum s.g. „Mittenloch“ kommen oder die Stereobasisbreite wird nicht ausgenutzt, was wiederum zu einer schmalen Klangabbildung führt.
Das EBS-System ähnelt dem ORTF-Stereosystem. Es bietet aber die Besonderheit, dass der Aufnahmebereich 90° beträgt und dadurch mit dem Öffnungswinkel identisch ist. Dies bringt den Vorteile, dass der Aufnahmebereich einfacher platziert werden kann. Dieser ist normal nicht sichtbar und kann bei der Platzierung nur geschätzt werden. Der gleich große Öffnungswinkel beim EBS-System hingegen, kann als optische Orientierungshilfe genutzt werden.
Ausgewogene Mischstereofonie
Äquivalenzstereofonie-Systeme (auch gemischte Stereofonie genannt) wie zum Beispiel ORTF, NOS oder DIN, sind eine Mischung aus Interchannel-Intensitätsstereofonie (auch Pegelstereofonie) und Interchannel-Laufzeitstereofonie.
Sie bilden in der Regel Richtungsabbildung entweder überwiegend durch Laufzeitdifferenzen (z. B. NOS-Stereosystem: 57,7 % durch Laufzeitdifferenzen, 42,3 % durch Pegeldifferenzen) oder überwiegend durch Pegeldifferenzen (z. B. ORTF-Stereosystem: 60,6 % durch Pegeldifferenzen, 39,4 % durch Laufzeitdifferenzen). Das EBS-System hingegen bildet die Richtungsabbildung sehr ausgewogen zu 53,2 % aus Laufzeitdifferenzen und zu 46,8 % aus Pegeldifferenzen.